# Ernst Gehmacher
Ernst Gehmacher (* 6. August 1926 in Salzburg; † 22. Jänner 2021) war ein österreichischer Publizist und Sozialwissenschaftler im Fach Sozialforschung.

## Biografie
Nach dem Studium der Landwirtschaft, Soziologie und Psychologie in Wien wurde er bald Redakteur der Wiener Arbeiter-Zeitung. Ab 1965 war er im IFES Institut für Empirische Sozialforschung tätig, ab 1976 war er dessen Geschäftsführer.
1996 gründete Gehmacher das Unternehmen BOAS – Büro für die Organisation angewandter Sozialforschung GesmbH. Seit 1970 war er Lektor an der Technischen Universität Wien. Von 1997 bis 1999 hatte er die Geschäftsleitung des Österreichischen Instituts für Berufsbildungsforschung (ÖIBF) inne; 1999–2000 fungierte er als wissenschaftlicher Leiter der Paul Lazarsfeldgesellschaft (PLG). Er wurde am Döblinger Friedhof bestattet.
Seine Forschungsschwerpunkte lagen in den Themenbereichen Modellierung sozialer Systeme, Policy Research, Methodologie der Umfrageforschung, Bildungs- und Medienforschung.

### Auszeichnungen
Das Goldene Ehrenzeichen für Verdienste um das Land Wien wurde ihm vom Landeshauptmann am 31. Jänner 2020 verliehen.

## Publikationen (Auswahl)
- Adam 2000 – Von den Möglichkeiten menschlicher Existenz. Wollzeilen Verlag, Wien 1966
- Zu Fuß durch Österreich. Skizzen einer Wanderung nach einer romantisch pittoresken Darstellung mehrerer Gebirgsgegenden und Eisglätscher unternommen im Jahre 1825 von Joseph Kyselak, nachgegangen und nachgedacht von Ernst Gehmacher. Molden Verlag, Wien 1982
- Aufbau der Soziologie in Österreich. Literas-Universitätsverlag, Wien 1988
- Mehr Glück mit Verstand. Deuticke, Wien 1991
- Zukunft: Die Falle geht nur nach vorne auf/Jahrtausendwende – gesellschaftliche Trends. Peter Müller, Wien 1991
- Bürgerbeteiligung: Ein Denkmodell und zwei Beispiele aus Wien. J&V; Edition Wien, Wien 1992
- Gewinner, Verlierer, Zögerer – Fragen zu einem künftigen Europa. ÖGB, Wien 1993
- Technik-Haß und Industrie-Verdrossenheit – sozialwissenschaftlich gesehen. Ibera Verlag, Wien 1994
- Politische Umfragen in Rußland. Erfahrungsbericht einer methodologischen Exkursion. Zentralarchiv der Universität zu Köln, Köln 1994
- Stadtverkehr – Problem ohne Lösung? Compress, Wien 1994
- mit Hermann Schlösser: Morgen wird alles anders … Die Kunst, das Leben zu meistern. Österreichischer Bundesverlag, Wien 1990
- mit Michael Ley: Das Ende des Nationalismus. Neue Fremdenfeindlichkeit und neonationalistische Aufbrüche in Ost- und Westeuropa. WUV Universitätsverlag, Wien 1996
- Sozialkapital – Ein neues OECD-Programm. In: SWS-Rundschau, Wien, 3/2003
- Zyklus – Schicksal und Chance: Sozialkapital und Gesellschaftskonjunkturen. In: Conturen, Wien, 1/2003
- mit Angelika Hagen: Sozialkapital – Glück und Liebe messen und machen: Ein Übungsbuch, omninum, Reihe Praxiswissen, 2016
- mit Anneliese Fuchs: Wege zum Glück, Wien 2018